# Miwa “ballad collection” tour 2016 〜graduation〜
『miwa “ballad collection” tour 2016 〜graduation〜』（ミワ バラード コレクション ツアー 2016 グラデュエーション）は、miwaの7枚目のライブ映像作品。

## 概要
2016年3月9日に日本武道館で行われた、同名のライブコンサートツアーのファイナル公演を映像作品に収録したもの。DVD・BDの2種パッケージで完全生産限定盤（生産枚数非公表）として、miwa本人の誕生日（6月15日）にリリース。三方背ケース入り、ライブ音源を収録したCD付き。特典映像はなし。なお、完全生産限定盤につき通常盤は存在しない。
なおハジ→(M.9/12)と宮本笑里(M.9/11/12)がゲストで共演している。三方背ケース入り、ライブ音源を収録したCD付き。特典映像はなし。

### 音声トラック
1. リニアPCM (48kHz/24bit)
2. DTS-HDマスターオーディオ 5.1chサラウンド (48kHz/24bit)

※Blu-ray本編映像。

## 収録曲

### Disc1
ライブ映像。
1. めぐろ川
2. ホイッスル 〜君と過ごした日々〜
3. Dear days
4. Chasing hearts
5. 春になったら
6. 441
7. friend 〜君が笑えば〜
8. 月食 〜winter moon〜
9. 夜空。feat. ハジ→
10. オトシモノ
11. 片想い
12. ミラクル
13. 君に出会えたから
14. ヒカリヘ
15. あなたがここにて抱きしめることができるなら
16. つよくなりたい
17. fighting-φ-girls
18. ストレスフリー
19. again×again
20. Delight

アンコールはM.17以降。

### Disc2
ライブ音源CD。
1. めぐろ川
2. ホイッスル 〜君と過ごした日々〜
3. Dear days
4. friend 〜君が笑えば〜
5. 月食 〜winter moon〜
6. オトシモノ
7. あなたがここにて抱きしめることができるなら
8. つよくなりたい
9. Delight

なお、「片想い」ライブ音源は、3月8日公演のものが20thシングル「Princess/シャンランラン」に収録されている。